# Francesc Berenguer

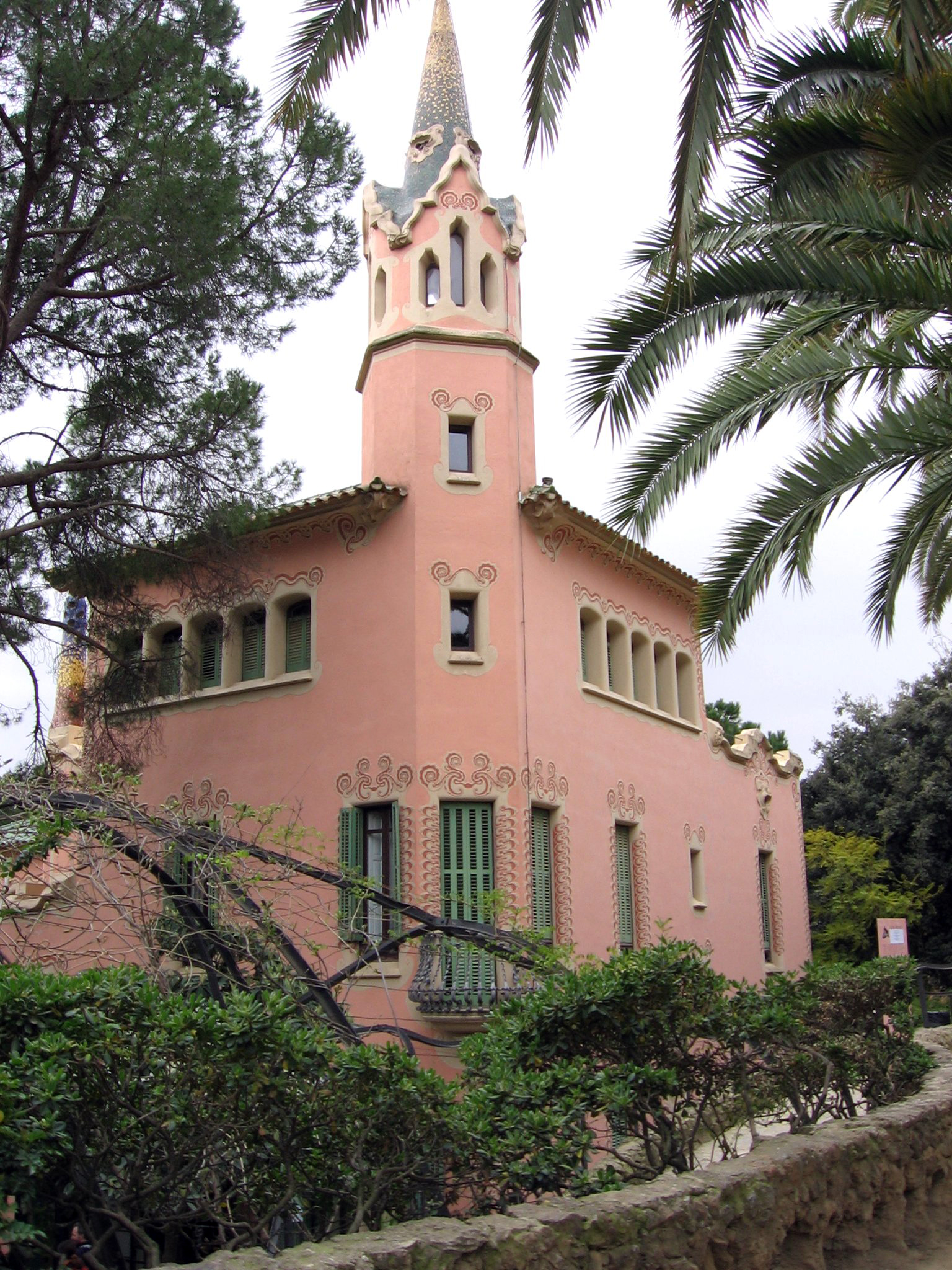
Casa-Museu Gaudí

Francesc d'Assís Berenguer i Mestres (Reus, 21 luglio 1866 – Barcellona, 8 febbraio 1914) è stato un architetto spagnolo che visse e lavorò in Catalogna.

## Biografia
Discepolo e collaboratore di Antoni Gaudí, Berenguer studiò architettura tra il 1882 e il 1888, senza però laurearsi ma, avendo lavorato quasi esclusivamente per Gaudí, poté lavorare come architetto anche senza il titolo. Non avendo mai conseguito il titolo, Berenguer non poté firmare i suoi lavori, molti dei quali vennero firmati dallo stesso Gaudí.
Tra i suoi lavori si ricordano la Casa Burés, la Casa-Museu Gaudí che si trova nel Parc Güell di Barcellona, il Santuario de Sant Josep de la Muntanya e l'Ermita de la Mare de déu de la Riera. Inoltre collaborò con Gaudí nella costruzione delle Cantine Güell, del Palau Güell, della Casa Calvet e della Sagrada Família.